# Swing Hi-Swing Lo
Swing Hi-Swing Lo è un album raccolta di Ike Quebec, pubblicato nel 1999 dall'etichetta Definitive Records. Si tratta di una ennesima compilation di brani incisi da Ike Quebec del periodo 1944-1946.

## Tracce
1. Tiny's Exercise – 3:40 (Tiny Grimes) – Registrato il 18 luglio 1944 al "WOR Studios", New York
2. She's Funny That Way – 4:26 (Neil Moret, Richard A. Whiting) – Registrato il 18 luglio 1944 al "WOR Studios", New York
3. (Back Home Again In) Indiana – 3:59 (James F. Hanley, Ballard MacDonald) – Registrato il 18 luglio 1944 al "WOR Studios", New York
4. Blue Harlem – 4:36 (Tiny Grimes, Ike Quebec) – Registrato il 18 luglio 1944 al "WOR Studios", New York
5. Hard Tack – 3:03 (Buster Harding) – Registrato il 25 settembre 1944 al "WOR Studios", New York
6. If I Had You – 3:25 (Jimmy Campbell, Reginald Connelly, Ted Shapiro) – Registrato il 25 settembre 1944 al "WOR Studios", New York
7. Mad About You – 4:15 (Joe Bishop, Roger "Ram" Ramirez) – Registrato il 25 settembre 1944 al "WOR Studios", New York
8. Facin' the Face – 4:11 (Ike Quebec) – Registrato il 25 settembre 1944 al "WOR Studios", New York
9. Dolores – 3:16 (Louis Alter, Frank Loesser) – Registrato il 10 aprile 1945 al "WOR Studios", New York
10. Sweethearts on Parade – 2:54 (Carmen Lombardo, Charles Newman) – Registrato il 10 aprile 1945 al "WOR Studios", New York
11. I Found a New Baby – 3:54 (Jack Palmer, Spencer Williams) – Registrato il 17 luglio 1945 al "WOR Studios", New York
12. I Surrender, Dear – 4:28 (Harry Barris, Gordon Clifford) – Registrato il 17 luglio 1945 al "WOR Studios", New York
13. Topsy – 3:07 (Edgar Battle, Eddie Durham) – Registrato il 17 luglio 1945 al "WOR Studios", New York
14. Cup-Mute Clayton – 2:50 (Buck Clayton, Ike Quebec) – Registrato il 17 luglio 1945 al "WOR Studios", New York
15. The Masquerade Is Over – 2:58 (Herbert Magidson, Allie Wrubel) – Registrato il 23 settembre 1946 al "WOR Studios", New York
16. Basically Blue – 3:03 (Milt Hinton) – Registrato il 23 settembre 1946 al "WOR Studios", New York
17. Someone to Watch over Me – 3:09 (George Gershwin, Ira Gershwin) – Registrato il 23 settembre 1946 al "WOR Studios", New York
18. Zig Billion – 2:58 (Ike Quebec) – Registrato il 23 settembre 1946 al "WOR Studios", New York
19. Girl of My Dreams – 3:16 (Sunny Clapp) – Registrato il 7 agosto 1945 a New York
20. Scufflin' – 2:52 (Ike Quebec) – Registrato il 7 agosto 1945 a New York
21. I.Q. Blues – 2:54 (Ike Quebec) – Registrato il 7 agosto 1945 a New York
22. Jim Dawgs – 2:51 (Ike Quebec) – Registrato il 7 agosto 1945 a New York

## Formazione
Ike Quebec Quintet
Brani 01, 02, 03 & 04
- Ike Quebec - sassofono tenore
- Roger "Ram" Ramirez - pianoforte
- Tiny Grimes - chitarra
- Milt Hinton - contrabbasso
- J.C. Heard - batteria

Ike Quebec Swingtet
Brani 05, 06, 07 & 08
- Ike Quebec - sassofono tenore
- Roger "Ram" Ramirez - pianoforte
- Jonah Jones - tromba
- Tyree Glenn - trombone
- Tiny Grimes - chitarra
- Oscar Pettiford - contrabbasso
- J.C. Heard - batteria

Ike Quebec Quintet
Brani 09 & 10
- Ike Quebec - sassofono tenore
- Dave Rivera - pianoforte
- Napoleon Allen - chitarra
- Milt Hinton - contrabbasso
- J.C. Heard - batteria

Ike Quebec Swing Seven
Brani 11, 12, 13 & 14
- Ike Quebec - sassofono tenore
- Buck Clayton - tromba
- Roger "Ram" Ramirez - pianoforte
- Tiny Grimes - chitarra
- Keg Johnson - trombone
- Grachan Moncur - contrabbasso
- J.C. Heard - batteria

Ike Quebec Swing Seven
Brani 15, 16, 17 & 18
- Ike Quebec - sassofono tenore
- Roger "Ram" Ramirez - pianoforte
- Shad Collins - tromba
- Keg Johnson - trombone
- John Collins - chitarra
- Milt Hinton - contrabbasso
- J.C. Heard - batteria

Ike Quebec All Stars
Brani 19, 20, 21 & 22
- Ike Quebec - sassofono tenore
- Johnny Guarnieri - pianoforte
- Bill De Arango - chitarra
- Milt Hinton - contrabbasso
- J.C. Heard - batteria